# マキナック郡 (ミシガン州)
マキナック郡（英: Mackinac County）は、アメリカ合衆国ミシガン州アッパー半島の東、マキナック海峡に面する郡である。2010年国勢調査での人口は11,113人であり、2000年の11,943人から6.9％減少した。郡庁所在地はセントイグナス市（人口2,452人）であり、同郡で人口最大の都市でもある。マキナック郡は1818年にミシガン準州の最初の郡の1つとして設立され、当初は「ミチリマキナック郡」と呼ばれていた。
郡名はロウアー半島の先端にあるフランス人による開拓地と同様、マキナック海峡を指すフランス語「ミチリマキナック」を短縮したものとされている。

## 歴史
ミチリマキナック郡は1818年10月26日に、ミシガン準州知事ルイス・カスの宣言によって創設された。当初の郡域はロウアー半島のマコーム郡より北側とアッパー半島のほぼ全体を含んでいた。創設時の郡庁所在地はミチリマキナック島にあるミチリマキナックアイランドの町に置かれ、後にマキノーアイランドと改名された。郡は1849年にマキナック郡と改名された。1882年、郡庁所在地はセントイグナスに移された。

## 地理
アメリカ合衆国国勢調査局に拠れば、郡域全面積は2,100.55平方マイル (5,440.4 km2)であり、このうち陸地1,021.58平方マイル (2,645.9 km2)、水域は1,078.96平方マイル (2,794.5 km2)で水域率は51.37％である。
マキナック郡はローマ・カトリック教マーケット教区に入っている。セントイグナス市はマキナック橋の北端にある。マキノー島が郡域に入っている。

### 交通

#### 空港
- マキナック郡空港、セントイグナス市
- マキナック島空港、マキナック島

旅客定期便を利用できる近くの空港は下記の通りである
- チッペワ郡国際空港、アッパー半島東部のスーセントマリー市
- ペルストン地域空港[8]、トラバースシティ・チェリーキャピタル空港、アルピーナ郡地域空港、以上3つはロウアー半島

### 主要高規格道路
- 州間高速道路75号線
- 州間高速道路75号線産業道路、75号線からセントイグナス市中心街に入る
- アメリカ国道2号線
- ミシガン州道48号線
- ミシガン州道117号線
- ミシガン州道123号線
- ミシガン州道129号線
- ミシガン州道134号線
- ミシガン州道185号線、緊急車両を除き自動車は進入できない

#### 郡指定道路
- マキナック郡道33号線
- マキナック郡道40号線
- マキナック郡道42号線
- マキナック郡道57号線
- マキナック郡道63号線

#### フェリー
多くの会社がボワ・ブラン島やマキノー島にフェリーを運航している。マキナック島に行き来するフェリーはセントイグナス市とマキノーシティから出ており、ボワ・ブラン島へのフェリーはロウアー半島のシボイガン市から出ている。

#### 鉄道
- スーライン鉄道

### 隣接する郡
- チッペワ郡 - 北東、東
- プレスクアイル郡 - 南東、ヒューロン湖の対岸
- シボイガン郡 - 南、ヒューロン湖の対岸
- エメット郡 - 南、ミシガン湖の対岸
- シャルルボア郡 - 南西、ミシガン湖の対岸
- スクールクラフト郡 - 西
- ルース郡 - 北西

### 国立保護地域
- ハイアワサ国立の森（部分）

## 人口動態
以下は2000年国勢調査による人口統計データである。
| 基礎データ - 人口: 11,943人 - 世帯数: 5,067 世帯 - 家族数: 3,410 家族 - 人口密度: 5人/km2（12人/mi2） - 住居数: 9,413軒 - 住居密度: 4軒/km2（9軒/mi2） 人種別人口構成 - 白人: 80.07% - アフリカン・アメリカン: 0.20% - ネイティブ・アメリカン: 14.21% - アジア人: 0.31% - 太平洋諸島系: 0.02% - その他の人種: 0.28% - 混血: 4.92% - ヒスパニック・ラテン系: 0.90% 先祖による構成 - ドイツ系：18.7％ - イギリス系：9.4％ - アイルランド系：8.1％ - フランス系：7.3％ - アメリカ人：6.0％ - ポーランド系：6.0％ 言語による構成 - 英語：97.6％ | 年齢別人口構成 - 18歳未満: 22.2% - 18-24歳: 6.0% - 25-44歳: 25.1% - 45-64歳: 28.4% - 65歳以上: 18.2% - 年齢の中央値: 43歳 - 性比（女性100人あたり男性の人口） - 総人口: 99.7 - 18歳以上: 97.2 世帯と家族（対世帯数） - 18歳未満の子供がいる: 26.5% - 結婚・同居している夫婦: 55.6% - 未婚・離婚・死別女性が世帯主: 8.1% - 非家族世帯: 32.7% - 単身世帯: 28.0% - 65歳以上の老人1人暮らし: 11.9% - 平均構成人数 - 世帯: 2.32人 - 家族: 2.81人 収入と家計 - 収入の中央値 - 世帯: 33,356米ドル - 家族: 39,929米ドル - 性別 - 男性: 30,805米ドル - 女性: 22,753米ドル - 人口1人あたり収入: 17,777米ドル - 貧困線以下 - 対人口: 10.5% - 対家族数: 7.2% - 18歳未満: 13.7% - 65歳以上: 8.4% |

## 郡政府
郡政府は郡監獄の運営、地方道の維持、地方裁判所の運営、権利譲渡と抵当権設定記録など重要記録の維持、公衆衛生規制の管理、福祉など社会サービスの項目で州の施策への参加を行う。郡政委員会は予算を管理するが、法や条例を作るのは限定付き権限である。ミシガン州では、警察と消防、建設と区画割、税評価、街路維持など地方政府の大半機能は個々の都市と郡区の責任である。

## 歴史銘板
郡内には34か所に公式の州指定歴史銘板がある。
| - 半島横断路 - アメリカ毛皮会社店舗 - 1814年の戦場跡 - ビドル邸 - ボワ・ブラン島 - イギリス軍の大砲 - イギリス軍の上陸点 | - 初期伝導バーク礼拝堂 - エプーフェット - ド・ビュアド砦 - ホームズ砦 - グランド・ホテル - グロスキャップ島とセントヘレナ島 - マキナック砦 | - インディアン寮 - アイランドハウス - ミシガン湖 - レイクビュー・ホテル - リトルストーン教会 - マキナック・カンファランス - マキナック島 | - マキナック海峡 - マーケット通り - 伝導教会 - 伝導所 - ミシガン湖の最北地点 - オールドエージェンシー家屋 - ラウンド島灯台 | - セントアン教会 - セントイグナス - セントイグナス伝導所 - スカル洞穴 - トリニティ教会 - ワワシュカモ・ゴルフクラブ |

## 郡区
マキナック郡は下記11の郡区に分割されている。

| - ボワブラン - ブレボート - クラーク - ガーフィールド | - ヘンドリックス - ハドソン - マーケット - モラン | - ニュートン - ポーテージ - セントイグナス |

## 都市と町
| 都市 - セントイグナス - 郡庁所在地 - マキナックアイランド | 未編入の町 - アレンビル - ブレボート - シーダービル - カーティス - インガダイン - エプーフェット | - エバーグリーン - ガーネット - グールドシティ - グロスキャップ - ヘッセル | - ミルコキンズ - モラン - ノービンウェイ - ポワントーパン - レクストん |

## メディア

### 新聞
- 「マキナック・アイランド・タウン・クライア」、マキナック島の週刊新聞、季節による
- 「セントイグナス・ニューズ」、アッパー半島マキナック海峡地域の週刊新聞

### テレビ・ラジオ
セントイグナス市ではテレビが3局視聴でき、すべて全国ネットの系列である。FMラジオは7局、AMラジオは5局を聴取できる。